# Toxidia rietmanni
Toxidia rietmanni, bướm nhảy nhãn trắng hay bướm nhảy cỏ nhãn trắng là một loài bướm thuộc Họ Bướm nhảy. Loài này sống ở Úc, New South Wales và Queensland.
Sải cánh dài khoảng 25 mm.
Ấu trùng ăn các loài Oplismenus. Chúng xây dựng nơi trú ẩn hình ống bằng cách nối các lá với tơ, và nằm trong nơi trú ẩn này vào ban ngày.

## Phân loài
- Toxidia rietmanni parasema  (Lower, 1908)  (bắc Queensland)
- Toxidia rietmanni rietmanni  (Semper, 1879)  (nam Queensland và ở New South Wales)